# Warren Covington
Warren Covington (* 7. August 1921 in Philadelphia; † 24. August 1999 in New York City) war ein US-amerikanischer Posaunist, Arrangeur und Bandleader, der seine größten Erfolge als Leiter der Tommy Dorsey Band feierte.

## Leben
Covington begann seine Musikerkarriere bei Isham Jones (1939) und spielte nach seinem Militärdienst bei der United States Coast Guard Anfang der 1940er Jahre bei Les Brown und Gene Ames. Dann wurde er Studiomusiker beim Sender CBS. 1946/47 leitete er die Band The Commanders. 1950 wurde er Mitglied der Bigband von Tommy Dorsey. Nach dessen Tod im Jahr 1956 leitete Covington das Dorsey-Ensemble bis 1961 und ging mit ihm regelmäßig auf Tournee. 1958 trat er in der Steve-Allen-Show auf. Zu den Erfolgstiteln der Band gehörte Tea for Two Cha Cha, von dem über eine Million Exemplare verkauft wurden; er wurde mit einer Goldenen Schallplatte ausgezeichnet. Der Titel erreichte 1958 #3 der britischen Singles Charts. In seinen eigenen Kompositionen wie „Toy Trombone“, „Trombone Boogie“, „Trombonitis“ oder „Sentimental Trombone“ stellte er häufig die Posaune heraus.
Ab 1965 war Covington wieder als Studiomusiker aktiv, etwa bei Aufnahmen für Perry Como oder die Allman Brothers. Er begleitete Charles Mingus, Randy Weston, Bobby Hackett und George Benson bei Bigband-Aufnahmen und wirkte an einer Reihe von Film-Soundtracks mit, wie Stuart Stupid – Eine Familie zum Kotzen (1995). In den späten 1960er Jahren trat er aber auch mit eigener Band regelmäßig in den New Yorker Clubs auf; 1973 ging er mit den Pied Pipers auf Tournee. Er starb 1999 in New York.

## Diskografie
- Tea for Two Cha Cha (MCA Records)
- It Takes Two To ... (MCA Records)
- Designed For Dancing
- Let's Dance Latin (Decca)